# Corp finit
În algebra abstractă, un corp finit sau corp Galois (numit în onoarea lui Évariste Galois) este un corp care conține un număr finit de elemente. Corpurile finite sunt importante în teoria numerelor, geometria algebrică, teoria Galois, criptografie și teoria codurilor. Corpurile finite sunt complet cunoscute.

## Clasificare
Dat fiind un număr prim p și un număr pozitiv n, există un singur (până la izomorfism) corp finit de ordin pn.

## Infrastructură (specie)
Un grup G exact dublu tranzitiv de grad r (care permută cele r simboluri ale unei mulțimi F) de ordin r.(r-1) există dacă și numai dacă r este o putere a unui număr prim pn (n≥1). Un asemenea grup G conține un subgrup normal H, ale cărui permutări, cu excepția identității, mută toate r simbolurile permutate de G ; iar toate celelalte elemente ale lui G sunt permutări care fixează cel puțin un simbol.
Fie 0 și 1 două elemente arbitrare din F . Fie M stabilizatorul lui 0. Pentru orice simbol a din F există exact 
- o permutare ηa din H astfel încât ηa(0) = a, iar dacă a ≠ 0, avem exact
- o permutare μa din M astfel încât μa(1) = a

Atunci adunarea și înmulțirea în F se definesc astfel :
- a + b := ηb (a)
- a × b := μb (a) dacă a ≠ 0
- 0 × b = b × 0 = 0

Invers, transformările afine x → ax+b (a ≠ 0) definesc un grup de permutări exact dublu tranzitiv. În concluzie, tehnic vorbind, un corp (F, +, .) este totuna cu un grup exact dublu tranzitiv, modulo alegerile lui 0 și a lui 1.

### Definiție combinatorică
Un corp combinatoric este o primitivă a unei specii de structură Cyc.

### Exemplu
Sunt 12 rotații care transportă cele 4 vârfuri ale unui poliedru regulat în vârfuri. Între acestea, identitatea și cele trei rotații în jurul axelor muchie-muchie formează grupul aditiv Z2×Z2. Odată fixat un vârf, mai rămâne o libertate de mișcare descrisă de Z3, adică grupul multiplicativ.
După ce s-au fixat două vârfuri, libertatea de mișcare este anulată. Alegerea unui 0 și a unui 1 au fixat tetraedrul, ceea ce este echivalent cu a-i fi atribuit coordonate. Abstract spus, tetraedrul regulat este un fel de linie, determinată de două puncte.
Alternat4 (sau F4) = Cyc3
Alternat4 = Lin2
Așadar, tetraedrul regulat este un model pentru corpul finit F4.

## Structură
- Un corp finit este comutativ (Teorema lui Wedderburn).
- Grupul unităților unui corp finit este ciclic.
- Un corp finit este, în cel mai natural mod, un spațiu vectorial peste orice sub-corp al lui.

## Interpretarea geometrică
Elementele unui corp pot fi asociate în mod biunivoc punctelor unei linii geometrice.
Alegerea lui 0 și 1 corespunde cu alegerea a două puncte care determină o dreaptă și apoi, în mod unic, coordonatele ei (originea și versorul).
Tipurile de linii din geometrie sunt unic determinate de corpurile de coordonate asociate.
Linia geometrică proiectivă, supusă transformărilor Möbius, presupune existența unui grup triplu tranzitiv, adică a unui corp complet.

## Aplicații
Deoarece exponențierea discretă (calcularea lui xn) este rapidă (prin exponențiere binară, care are complexitatea {\displaystyle O(\log n)\,}), dar nu se cunoaște o metodă rapidă de calculare a logaritmului discret, astfel de corpuri sunt deseori folosite în criptografie, ca în protocolul Diffie-Hellman.
Corpurile finite sunt de asemenea folosite în teoria codurilor: multe coduri sunt construite ca subspații ale unor spații vectoriale peste corpuri finite.

## Câteva corpuri finite mici
CG2, corpul Galois cu 2 elemente :
```
 + | 0 1        · | 0 1
 --+----        --+----
 0 | 0 1        0 | 0 0
 1 | 1 0        1 | 0 1
```

CG3 ~ Z3 :
```
 + | 0 1 2       · | 0 1 2
 --+------       --+------
 0 | 0 1 2       0 | 0 0 0
 1 | 1 2 0       1 | 0 1 2
 2 | 2 0 1       2 | 0 2 1
```

CG4 ~ Z2[x]/(x2+x+1), corpul claselor de echivalență ale polinoamelor cu coeficienți în Z2 modulo x2+x+1 :
```
 + | 0 1 A B       · | 0 1 A B
 --+--------       --+--------
 0 | 0 1 A B       0 | 0 0 0 0
 1 | 1 0 B A       1 | 0 1 A B
 A | A B 0 1       A | 0 A B 1
 B | B A 1 0       B | 0 B 1 A
```

unde A = x și B = x+1 ; operațiile se efectuează modulo 2 și utilizând relația x2+x+1 = 0.

### Transformări afine
Corpul F3 furnizează grupul simetric cu 6 elemente drept grupul de transformări afine ale sale, AGL1(F3):
```
  
∘
 |  e +1 +2 ×2  a  b
 ---+------------------
  e |  e +1 +2 ×2  a  b
 +1 | +1 +2  e  b ×2  a
 +2 | +2  e +1  a  b ×2
 ×2 | ×2  a  b  e +1 +2
  a |  a  b ×2 +2  e +1
  b |  b ×2  a +1 +2  e
```

unde a = 2×x+1 și b = 2×x+2 ; operațiile sunt considerate modulo 3. Reciproc, pentru ca grup de permutări dublu trazitiv să fie un grup de transformări afine, trebuie adăugată condiția ca stabilizatorul unui  simbol să fie comutativ.